# 李庄案
2009年，中国重庆市黑社会性质团伙主要嫌疑人龚刚模被起诉，原辩护律师为李庄。当地检察院怀疑李庄唆使嫌疑人及证人伪造证据，令嫌疑人谎称被警方刑讯逼供。检察院随后以辩护人毁灭证据、伪造证据、妨害作证等罪名对其提起公诉。这一刑事案件被称为李庄伪证案，也称李庄案。该案被中国诸多媒体所报道，其关于法治、司法独立和程序正义、律师职业道德和人身权利、金钱利益和腐败、媒体“通稿”及更多内幕的争议，在社会上，特别是中国法律界引起了诸多讨论。
该案于2009年末2010年初进行了一审和二审，李庄二审被判处有期徒刑一年六个月。2011年4月进行了李庄遗漏罪行的审理，但最后因证据存疑，检方撤诉。李庄于2011年6月11日刑满出狱。

## 背景

### 李庄
李庄1961年6月23日生于河北石家庄，現居北京市海淀區，曾是「北京康达律师事务所」合伙人、专职律师、中国社会科学院研究生院民商法硕士。

### 龚刚模等涉黑案
龚刚模曾任重庆银钢集团销售公司总经理，成立了重庆万贯财务公司。龚刚模被指控在2005年，东方资产管理公司重庆办事处将21亿元不良债权以4300万元卖予万贯公司，与法院官员勾结，低价拍卖了重庆“奥妮土地”，还被指控樊奇杭得到龚刚模资助发放高利贷，并于2006年8月开始购买了多支枪械弹药。除此之外，重庆方面还指控龚刚模在2009年6月3日指使他人在重庆江北区爱丁堡小区门前枪杀了重庆男子李明航。
2009年7月10日起重庆开展了一系列针对当地黑帮组织的“打黑除恶专项行动”。被认为是自中华人民共和国建立后类似行动中规模最大的。龚刚模等34人的涉黑案被称为重庆“打黑第一案”。龚于2009年6月被捕。2010年1月3日龚刚模等被检察院以故意杀人罪及有关黑社会、枪支、毒品、赌场、行贿的9项罪名提起公诉。2月10日在重庆市第一中级人民法院进行了宣判，一审判处主要嫌疑人樊奇杭、吴川江死刑，龚刚模无期徒刑。5月31日，重庆市高级人民法院二审维持了一审的判决。

## 李庄案过程

### 一审
2009年11月，重庆涉黑的某团伙主要嫌疑人龚刚模家属来北京找到李庄，李庄受其委托成为龚刚模的辩护人。12月10日，龚刚模检举李庄，称李庄唆使他编造了被刑讯逼供的假口供。据重庆市公安局与其后的公诉书声称，李庄帮助龚与其他一些证人串供，教唆龚编造被警方刑讯逼供“吊了8天8夜、打得大小便失禁”等谎言，唆使其向法庭提供虚假供述并翻供，并安排他人和贿买警察为龚作伪证。李庄的辩护律师则称，他们的辩护受到限制，如警方不让李庄的辩护律师看到关键证据，而检方却可以；证人在看守所内，却都不出庭。
11日，李庄被事务所召回北京，被终止为龚刚模进行的辩护。12日，他被重庆警方押回重庆，13日被刑事拘留，14日被逮捕。该案件于当月17日被移送检察院审查起诉，18日被检察院以辩护人伪造证据、妨害作证罪起诉至重庆市江北区人民法院。
12月13日之后，包括官方媒体中央电视台、《中国青年报》在内的中国大大小小的新闻媒体开始大篇幅报道李庄一案。《中国青年报》等官方媒体均指责李庄，公布了许多李庄的“黑幕”。其明显的倾向与未审先判的定性也被一些法律界人士、记者和李庄本人所批评与不满。
12月20日，律师高子程、陈有西接受李庄家属委托，为李庄辩护。21日，高子程称重庆司法机关与李庄案有利益关系，申请相关部门回避，进行异地审理，被重庆法院驳回。28日，高子程提出为龚刚模进行伤痕鉴定。第二天，法医鉴定书指龚刚模左腕有手铐或其他钝性物体碰撞擦伤后遗留的沉着色素（部分媒体和传言误传鉴定结果为龚手部没有伤痕；此外，二审庭审中还发现龚刚模本人无法解释的右手两处伤痕）。
案件于12月30日上午9点到31日凌晨1点进行了16小时的庭审。2010年1月8日，一审判处李庄有期徒刑2年6个月，李庄向重庆市第一中级人民法院提起无罪上诉。

### 二审
1月10日，李庄的代理律师陈有西在上海律师协会发表题为《律师的界线——李庄案的前前后后》的演讲，约3万多字，透露李庄案的部分细节，和重庆当局的描述十分不同。
2月2日，李庄案件二审开庭，庭审出现了出乎很多人意料的重大变数：李庄当庭认罪，而律师则继续独立为其做无罪辩护。坊间分析李庄认罪是“出于安全考虑”。知情人士和辩护律师高子程在二审宣判后透露：有高级领导私下承诺只要李庄认罪，撤回上诉，更换辩护律师，就可二审不开庭，改判李庄缓刑，李庄在二审时的认罪陈述“藏头露尾”暗中透露了“被逼认罪缓刑”和“出来坚决申诉”的信息。重庆检方则否认缓刑换认罪的说法。但重庆市公安局在夏季的一次工作反思会上，主要领导曾经点名通报过某公安局，具体内容不详，应该和江北局有关。
2010年2月9日，上午10时，重庆一中院二审最终维持了一审的定罪，量刑改判为有期徒刑1年6个月。听完自己的判决结果后，李庄在法庭上情绪激动，称重庆方面不守信用，他此前的认罪是假。
李庄的律师执业证于2月20日被北京市司法局吊销（律师资格证还在）。3月6日，中共重庆市委书记薄熙来评价李庄案，认为庭审程序合理，愿意聆听各界评价。3月18日左右，中国司法部通报了李庄一案，并称会在全国开展律师警示教育。

### 李庄漏罪案
2011年4月检察院称查出李庄2项漏罪而提起公诉。2008年6月李庄为上海一名叫孟英的刑事被告人辩护，孟英涉嫌侵吞一名叫徐丽军的吸毒人员的资金款项。李庄漏罪案起诉书称李庄当年引诱、教唆徐丽军错误地将投资款说成徐对孟的个人借款。
2011年4月22日李庄漏罪案开庭。公诉人称，辩护人举示的新证据与公诉方的证据矛盾，证据发生变化，导致认定李庄犯罪的证据存质疑，因此决定撤回起诉。
许多媒体称李庄有关龚刚模的主要案件为“第一季”，李庄漏罪案为“第二季”。

### 出狱与后续
当年6月11日，李庄刑满出狱并返回北京的家中。
出狱前辩护律师高子程就已为李庄起草好了申诉状，要求撤销之前的有罪判决，宣告无罪判决。至于何时正式提交申诉，将由李庄本人决定。出狱后，李庄先后4次秘密潜入重庆，去寻找“黑打”的证据，在北京探访龚刚模的老婆，搜集证据。
2012年2月7日上午，李庄昔日助手马晓军和妻子韩会娟起诉重庆警方，指控对方在调查李庄案过程中涉嫌非法限制其人身自由。要求确认两被告行政行为违法，赔偿各种经济损失204,839.22元。诉状以掛号快递方式寄送重庆市江北区人民法院。
起诉状中马晓军说自己从2010年1月9日至2010年2月11日因李庄辩护人伪造证据、妨害作证罪一案被监视居住。并在监视居住期间，被强迫出具不同意为李庄案出庭作证的证明，被强迫书写申请重庆警方保护的申请书，被强迫外出逛街、吃饭、看电影，以便官方向外界表明原告当时是“自由”的。
李庄在微博上转发了马晓军的上述诉状，并表示：“我重庆案的助理，马晓军律师，当年因我，他、他妻子、家庭、父母，都遭受了巨大的精神创伤，其实，一切对与错、是与非、功与过，皆有我一人担当。希望大家理解、关爱他”。
李庄在网站上披露，重庆江北法院拖了二个月后，现回覆不予受理。不予受理的消息引起网络关注，特别是法律界人士纷纷表示自己的看法。
曾经受理李庄案的律师杨金柱，提诉重庆机场受辱案。2012年4月1日收到渝北法院通过特快专递寄达的案件受理通知书等文件，并通知他在收到后七日内预交案件受理费80元.
起诉书指出，重庆机场集团有限公司（下称江北机场）作为重庆江北国际机场的经营者和管理者，未尽到安全保障义务，置原告人身、财产安全和人格尊严于不顾，放任不法分子聚集机场对原告肆意侮辱诽谤，致使原告人身权利受损、名誉权受到严重侵犯。起诉书表示，被告的行为侵害了原告杨金柱的民事权益，故提起民事诉讼。诉讼要求，判令江北机场向杨金柱公开赔礼道歉，赔偿原告精神损害费人民币壹元整，并承担全部诉讼费用。
2012年11月15日，李庄决定向最高人民檢察院（最高檢）控告重慶公安局警員徇私枉法。23日上午，李莊、王誓華（律師）、龔剛華（龔剛模哥哥）到最高人民檢察院控告檢察廳來訪接待室遞交了信訪材料。最高人民檢察院已经受理。信訪材料類似控訴書，李莊在控告書中說，李莊案是重慶市1、2審法院「在設定必成觀念支配下，完成領導交辦的任務」，專案組警員明知行為是徇私枉法，偵查行為是個人意志表現，因此請求對每個專案組警員立案調查，追究刑事責任。

## 争议
李庄案不仅在案件本身的疑点与发展上，更在司法程序、律师权利道德等多方面产生了极大的舆论争议。其主要争议如下：

### 律师权利、道德与规定
法学界、律师界早先就对《中华人民共和国刑法》有关诉讼代理人伪证罪的第306条有所批评。条款仅针对辩护人与诉讼代理人（一般为律师），这被认为是歧视。“引诱证人违背事实改变证言或作伪证”的语句较为笼统，令改变证人证言的案件律师均可能被指控。假使李庄作伪证属实，那么他是违反律师执业规定还是构成犯罪值得商榷。而律师被判伪证罪也不利于制约公权力以及公检法三权分立的实施。李庄辩护律师杨学林也认为抓捕李庄有悖《律师法》规定：律师在执业过程中人身权利不受侵害。
案件二审过后，重庆司法局长称李庄不择手段，丧失律师道德底线。中国司法部就李庄案发出了通报，并称李庄违反了基本的职业道德，会在全国开展律师警示教育。在认定李庄确有作伪证行为的前提下，不少网民也就律师职业道德、规范展开了讨论。

### 传媒影响
李庄刚被捕时，官方媒体中央电视台、《中国青年报》等首先开始大幅报道李庄案，使事件掀起了舆论波澜。《中国青年报》等官方媒体的多篇文章与报道，特别是中青报的首篇报道《重庆打黑惊曝“律师造假门”——律师李庄、马晓军重庆“捞人”被捕记》，使用较夸张的修辞手法，明显地指责李庄，公布了李庄大量的“黑幕”。李庄本人对此不满，称可能起诉《中国青年报》。包括另一官方媒体人民网在内的一些媒体刊载了评论人士的批评，认为《中国青年报》文章未审先判，为案件定性，影响司法程序。
李庄案开庭前，有媒体曾高调宣传，李庄曾向北京同行打广告说——“够黑、人傻、钱多、速来”。事后，该媒体澄清报道信息源是重庆方面“通稿”。该事件事整个庭审未有涉及。据李庄的律师高子程称，他会见李庄时提及这个问题，李庄予以否认。

### 司法程序特殊
香港媒体人梁文道指出，网上许多网民不管李庄是否真的教唆伪证，不顾司法体系，他们支持重庆打黑，认定涉黑案被告是坏人，所以被告辩护律师肯定不是为了钱，就是为了炒作。这体现了中国法治文化的脆弱。
嫌疑人检举自己的辩护律师、李庄案一审立案到判决历时仅28天、庭审至判决仅8天、李庄案二审证人出庭作证达6位之多、警察作为刑事审判证人、被告人认罪而辩护人依然做无罪辩护、辩护词对控方所有33份证据一一辩护驳斥，这些在中国刑事审判中都是极为罕见的甚至是先例。
其他在案件审理过程中发生的特殊问题还包括：一审7位控方证人均未到庭，证言是证人被拘留的状态下作出，辩护律师无法接触控方证人；漏罪案之立案在原案二审结束之前；被告方关于当地有利益关系的机构回避与异地审理的要求被驳回；律师未正常行使阅卷权、会见权、调查权等；重庆司法官员可能涉嫌与李庄做不对等私下交易；有关部门要求辩护律师“讲政治、顾大局、守纪律”和“不纠缠细节”。这些都被认为影响了司法的程序正义。

### 二审认罪
李庄二审时当庭认罪，并称律师应政治掛帅、识大体顾大局。他的认罪陈述出乎许多人意料，被坊间认为是“出于安全考虑”。二审宣判后李庄称重庆方面不守信用，并称他之前认罪为假。二审宣判后第二天，即2月10日，律师高子程证实了之前部分民众的猜疑，即李庄二审认罪陈述为“藏头露尾”的语句，其中六条认罪的第一个字组成了“被逼认罪缓刑”的谐音，最后一个字组成了“出来坚决申诉”的谐音。重庆检方则否认缓刑换认罪的说法。高子程还称，李庄认罪前，曾有高级领导找李庄谈话，要求其撤回上诉，更换辩护律师。知情人士对记者称，领导承诺只要李庄认罪，二审不开庭，改判李庄缓刑。
二审庭上出现了司法史上罕有的被告认罪，撤回上诉理由，而律师则按照《刑事诉讼法》及《律师法》规定，继续独立地为其做无罪辩护的情况。有法律专家认为此情况不可想象，辩护不会有效果。但辩护律师陈有西称，认罪和无罪辩护形成的巨大反差反而使案件真相大白。据相关法律，辩护人地位独立于被告。开庭前两天律师才从李庄得知他已认罪，而律师并不想对此案进行有罪辩护，经讨论，李庄本人也同意了在庭上自己认罪而律师进行无罪辩护的计划。事实上二审庭上法官也没有追问有关被告与代理律师态度矛盾的问题。

### 有关龚刚模
2009年12月29日的法医鉴定书指出龚刚模左腕部色素沉着、减退区系钝性物体（如手铐、钝性物体碰撞等）所致擦伤后遗留（部分媒体和传言误传鉴定结果为龚手部没有伤痕）。二审庭审中，两辩护律师查看龚刚模双手，发现其左右手各有两处伤痕。龚刚模解释说，左手一处伤痕是2009年在海南亚龙湾沙滩上被刮伤留下的，另一处系长痘自己抠伤；右手两处伤痕自己也不清楚如何造成。庭审中，龚刚模还声称：与李庄首次见面时，李庄说自己从龚笔录中看出曾被刑讯逼供，讲这些话同时也眨眼暗示龚承认被刑讯逼供；另一次会面中，李庄还对龚说“你必须翻供，不然你就死定了”。此外龚还多次称听不懂辩护律师在说什么；对李庄是好还是坏不置可否。最后他称头晕而拒绝作证，被法院同意离庭。李庄眨眼成为教唆伪证的证据之一，这被不少相关人士讨论和嘲讽。
2012年11月共产党十八大闭幕后，李庄在新浪微博刊出控告书，他将委托律师王誓华，控告重庆公安局李庄案、龚刚模案专案组警员。该控告书指，狱中的龚刚模曾透过其兄龚刚华带信给李庄，表示歉意，他被专案组逼他举报李庄伪造证据，按照他们的文字稿背下来，陷害李庄。他在李案一审时强迫其不出庭，二审强迫其训练出庭作伪证。

### “李庄嫖娼”
一审庭审最后一轮辩论时，公诉人首次声称李庄曾免费嫖宿，李庄否认并称其诽谤。之后，重庆警方对《重庆晚报》称，龚刚模弟弟龚刚华曾“招待”李庄至某洗浴中心嫖娼，李庄嫖娼时向卖淫女章某透露自己姓李，是律师。《重庆晚报》也公布了洗浴中心照片。随后“李庄嫖娼”的照片也被张贴于网络论坛。但此后有人发现多处疑点：“李庄嫖娼”的照片系其他照片修改而成；公诉人称李庄是在四星级酒店“嫖宿”，而《重庆晚报》的报道和公布的照片地点均为一家洗浴中心；嫖客一般也不透露身份。薄熙来倒台以后，龚刚华向媒体公开承认自己在重庆当局的压力下诬陷李庄嫖娼。

## 影响
由于李庄案的特殊性和它对律师界、司法界的影响，该案被入选《南方周末》和中国法学会联合组办的“2009年中国十大影响性诉讼”。
专家认为，李庄案容易导致刑事案件辩护率与刑事辩护律师数量下降；律师更愿意作不积极取证的消极辩护；该案将会对律师行业，特别是刑事辩护律师产生危机。

## 网络评论与控制
《经济观察报》报道（后被删除）称，2009年12月28日，重庆相关部门召集了13位人士，包括一些网络作者，召开了一次通气会，主题是如何通过大量的网络评论员文章，造成舆论气势，压倒所有对李庄案的质疑。消息传出后，北京大学法学教授贺卫方对此表示不满。李庄本人则称其“对网络上的一些现象有了新的认识”。
2012年3月3日，李庄在其博客发表了他曾经的助理律师马晓军的博文《“李庄事件”真实经过》，从另一个角度叙述了李庄案背后的种种内幕。同月6日，根据中国数字时代新浪微博敏感词开源项目的报道，新浪微博在其搜索功能屏蔽了“李庄事件”以及“马晓军”这两个关键词。
李庄案为较敏感事件，相关新闻、博客文章和论坛贴有时会被删除或修改。

## 主要人物
- 李莊
- 王立軍